# Volatility
Volatility是一个用于事件响应和恶意软件分析的开源内存取证框架。它是用Python编写的，支持Microsoft Windows，macOS和Linux（从版本2.5开始）。
Volatility是由计算机科学家和企业家Aaron Walters创建，借鉴了他在内存取证方面所做的学术研究。

## 操作系统支持
Volatility支持调查以下内存镜像：
Windows：
- 32位 Windows XP （Service Pack 2和3）
- 32位 Windows 2003 Server （Service Pack 0，1，2）
- 32位 Windows Vista （Service Pack 0，1，2）
- 32位 Windows 2008 Server （Service Pack 1，2）
- 32位 Windows 7 （Service Pack 0，1）
- 32位 Windows 8，8.1和8.1 Update 1
- 32位 Windows 10 （初步支持）
- 64位 Windows XP （Service Pack 1和2）
- 64位 Windows 2003 Server （Service Pack 1和2）
- 64位 Windows Vista （Service Pack 0，1，2）
- 64位 Windows 2008 Server （Service Pack 1和2）
- 64位 Windows 2008 R2 Server （Service Pack 0和1）
- 64位 Windows 7 （Service Pack 0和1）
- 64位 Windows 8，8.1和8.1 Update 1
- 64位 Windows Server 2012和2012 R2
- 64位 Windows 10 （至少包括10.0.14393）
- 64位 Windows Server 2016 （至少包括10.0.14393.0）

macOS：
- 32位 10.5.x Leopard（唯一的64位 10.5版本是服务器，不受支持）
- 32位 10.6.x Snow Leopard
- 32位 10.7.x Lion
- 64位 10.6.x Snow Leopard
- 64位 10.7.x Lion
- 64位 10.8.x Mountain Lion
- 64位 10.9.x Mavericks
- 64位 10.10.x Yosemite
- 64位 10.11.x El Capitan
- 64位 10.12.x Sierra

Linux:
- 32位 Linux内核 2.6.11到4.2.3
- 64位 Linux内核 2.6.11到4.2.3
- OpenSuSE, Ubuntu, Debian, CentOS, Fedora, Mandriva, 等等。

## 内存格式支持
Volatility支持各种样本文件格式以及在这些格式之间进行转换的能力：
- 原始或已填充的物理内存
- 苹果火线（IEEE 1394）
- 专家证人（EWF）
- 32位和64位的Windows崩溃dumps
- 32位和64位的Windows休眠文件（支持Windows 7或更早版本）
- 32位和64位的Mach-O文件
- Virtualbox的核心dumps
- VMware的暂停状态文件（.vmss）和快照文件（.vmsn）
- HPAK格式（FastDump）
- QEMU内存dumps
- LiME格式